# Volkovija (Mavrovo a Rostuša)
Volkovija (makedonsky: Волковија, albánsky: Vallkavi) je vesnice v opštině Mavrovo a Rostuša v Severní Makedonii. Nachází se v Položském regionu.
Podle sčítání lidu z roku 2002 žije ve vesnici celkem 89 obyvatel - z toho 80 z nich jsou Albánci, zbylých devět Makedonci.